# Hallignicourt
Hallignicourt är en kommun i departementet Haute-Marne i regionen Grand Est (tidigare regionen Champagne-Ardenne) i nordöstra Frankrike. Kommunen ligger i kantonen Saint-Dizier-Ouest som tillhör arrondissementet Saint-Dizier. År 2022 hade Hallignicourt 241 invånare.

## Befolkningsutveckling
Antalet invånare i kommunen Hallignicourt
| Referens: INSEE |